# Kishoreganj Upazila
Kishoreganj Upazila är ett underdistrikt i Bangladesh. Det ligger i den norra delen av landet, 280 km nordväst om huvudstaden Dhaka.
Trakten runt Kishoreganj Upazila består till största delen av jordbruksmark. Runt Kishoreganj Upazila är det mycket tätbefolkat, med 1 313 invånare per kvadratkilometer.